# District historique de Stone City

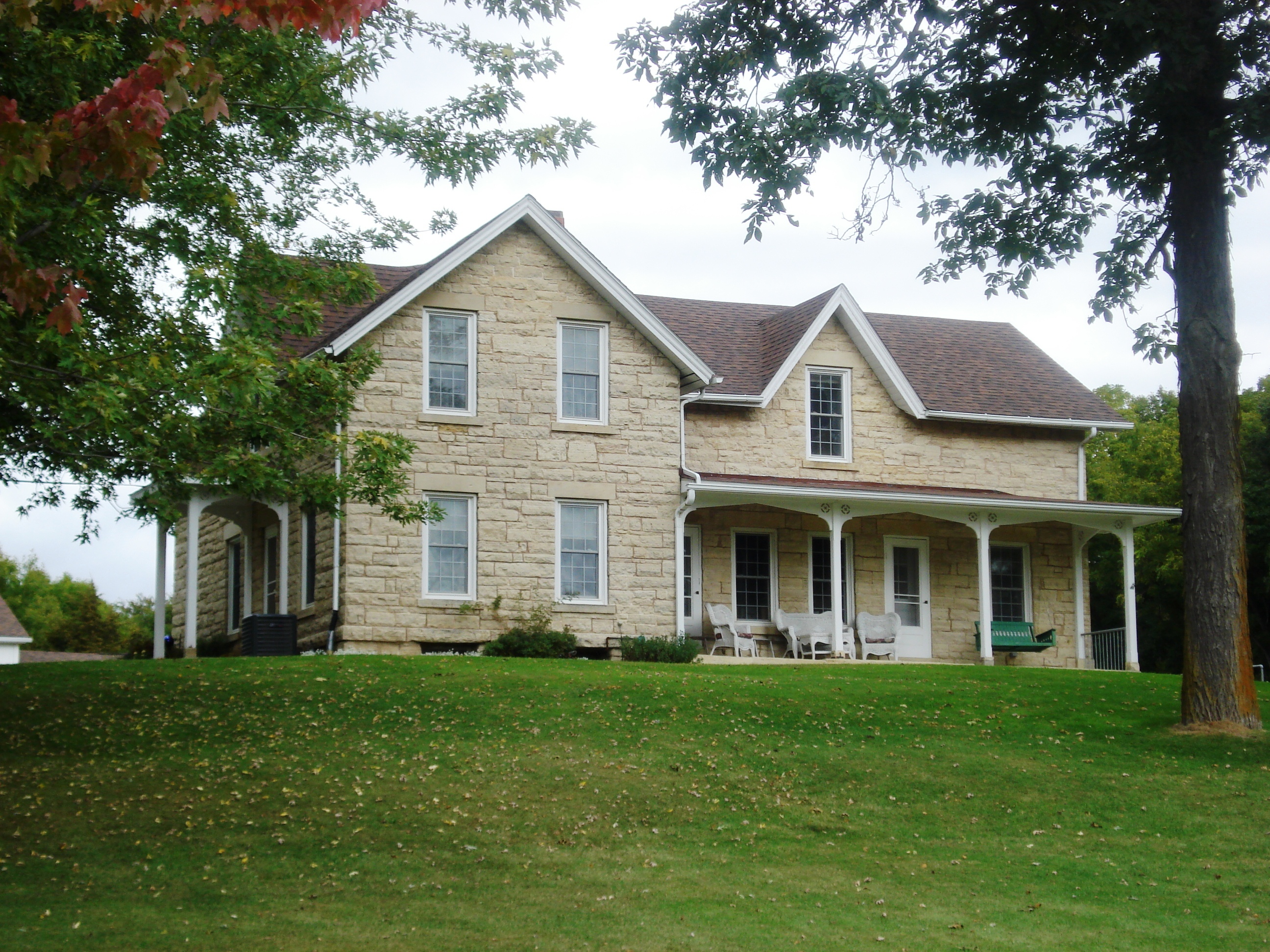
La résidence d'Henry Dearborn.

Le district historique de Stone City (Stone City Historic District) est un secteur historique situé aux États-Unis à Stone City (Iowa) dans le comté de Jones. Il est inscrit au Registre national des lieux historiques en tant que district historique en novembre 2008. Les édifices de Stone City inscrits sont tous bâtis en pierre calcaire d'Anamosa que l'on trouve dans les carrières de Stone City et des environs. Ils datent de 1870 à 1913.

## Histoire
La localité est fondée en 1869 par l'entrepreneur John Green. C'est en 1870 que Henry Dearborn bâtit sa propre maison près de son affaire de carrière. Avec l'aide de John Green, principal propriétaire des carrières de l'endroit, Mr. Dearborn construit aussi le grand magasin du village (connu comme General Store) en 1897. Le magasin abrite aussi à une certaine époque le bureau de poste.

## Contributing properties

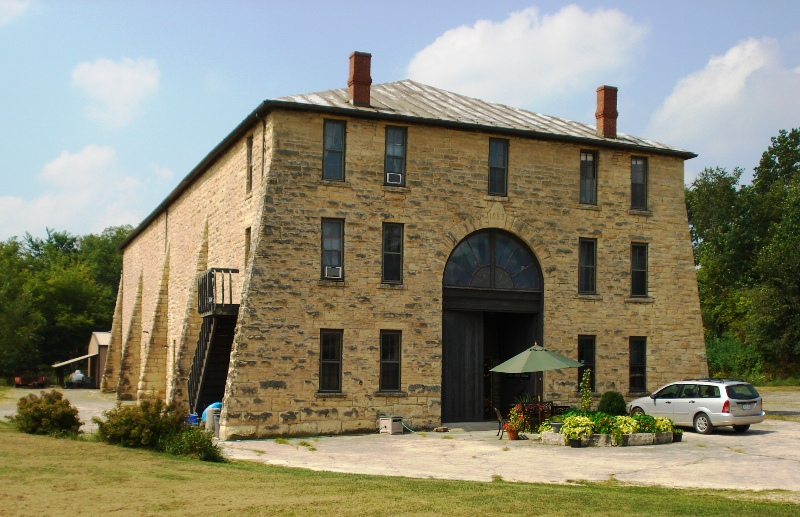
Stone Barn

- Le domaine de John A. Green (connu aussi comme le domaine de Green-Nissen) couvre 200 acres (0.81 km2) de terrain[2] : il est composé de la demeure de John Green (Green mansion), d'une glacière, d'un château d'eau, d'une grange (Stone Barn) et d'un bâtiment d'entreprise, tous construits en pierre calcaire d'Anamosa issue de la carrière de John Green. Pendant les étés 1932 et 1933 le domaine a accueilli la colonie artistique de Stone City[3].
- L'église Saint-Joseph de Stone City construite en 1913 est déjà inscrite individuellement en 2005. L'église est édifiée selon les dessins d'un architecte de Dubuque du nom de Guido Beck. Elle est également construite en pierre calcaire des carrières de Stone City[4].
- Le General Store (faisant bazar et épicerie) appartenait à Henry Dearborn. Il commanda sa construction à la fin des années 1890 à John Green. En 1897 le bureau de poste déménage de la  résidence de Dearborn dans le magasin jusqu'à sa fermeture en 1954. Le magasin abritait aussi le télégraphe du village et offrait les services d'un distributeur d'essence. Le magasin est demeuré dans la famille Dearborn jusqu'à la fin des années 1950[5].

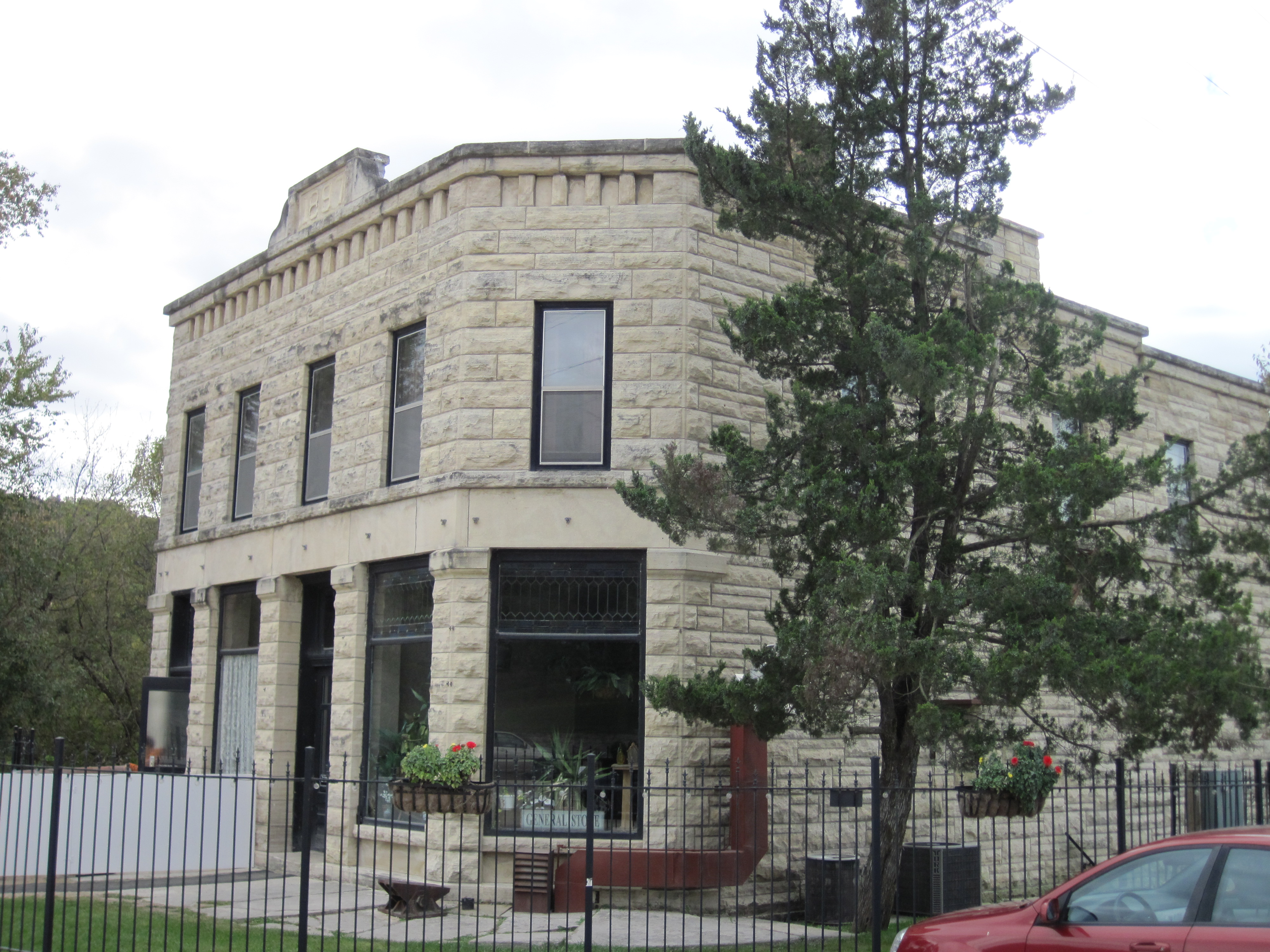
L'ancien General Store de Stone City
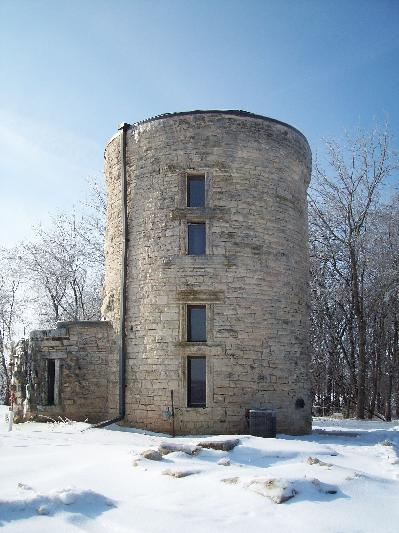
Château d'eau de Stone City
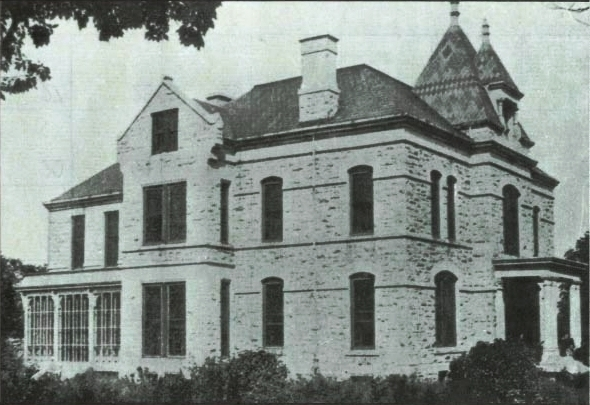
Vue de la résidence de John Green vers 1900